# Joe Marsala
Joe Marsala, (Chicago, 1907. január 4. – Santa Barbara, 1978. március 3.) amerikai dzsesszzklarinétos, dalszerző. Az öccse, Marty Marsala trombitás, a felesége Adele Girard dzsesszhárfás volt.

## Pályafutása
Marsala Chicagóban született. Az 1920-as években szülővárosa klubjaiban gitározott Ben Pollackkal és Wingy Manone-nal. Miután New York  költözött, az 1930-as években fellépett és lemerfelvételeket készített Manone-nal, Buddy Rich, Shelly Manne és Dave Tough dobosokkal, Eddie Condon gitárossal, Joe Bushkin zongoristával, Max Kaminsky trombitással, testvérével, Marty Marsalával és feleségével, Adele Girard hárfással.
1949-re hagyományos popdalokat írt, köztük a "Don't Cry, Joe (Let Her Go, Let Her Go, Let Her Go)"-t −Frank Sinatra adta elő. A dal arról a félelemről íródott, hogy házasságuk talán véget ért. A dalt valójában a második világháborúból hazatért katonák számára írták.
Marsala klarinétot tanított Bobby Gordonnak, Jack Gordon fiának. Marsala Gordon mentora lett, és készítette lemezeit a Decca Recordsnak. Az Arbors Records 2007-ben kiadta a Bobby Gordon Plays Joe Marsala-t, a Lower Register-t és a The Bobby Gordon Quartet-et Adele Girard Marsala közreműködésével.
Marsala rákban halt meg a Santa Barbarában 71 évesen.

## Lemezek
- The Chronological Classics: Joe Marsala, 1936-1942
- The Chronological Classics: Joe Marsala, 1944-1945

## Fordítás
Ez a szócikk részben vagy egészben  a   Joe Marsala című angol Wikipédia-szócikk ezen változatának fordításán alapul.  Az eredeti cikk szerkesztőit annak laptörténete sorolja fel. Ez a jelzés csupán a megfogalmazás eredetét és a szerzői jogokat jelzi, nem szolgál a cikkben szereplő információk forrásmegjelöléseként.